# Ермин Браво
Ермин Браво (Сарајево, 5. децембар 1979) је босанскохерцеговачки глумац. Најпознатији је по главној улози у босанском филму Remake из 2003. године.

## Биографија
Добитник је два „Ловорова венца“ за глумачке креације на Међународном позоришном фестивалу, као и глумачких награда на Фестивалу експерименталних сцена у Каиру и Међународном фестивалу глумца у Никшићу. Ермин је на Сарајевском филмском фестивалу, добио награду Срце Сарајева за свој редитељски првенац Дах.
Доцент је глуме на Академији сценских уметности у Сарајеву.
Године 2017. потписао је Декларацију о заједничком језику Хрвата, Срба, Бошњака и Црногораца.
Браво је излазио са српском глумицом Мирјаном Карановић која је 22 године старија од њега.

## Изабрана филмографија
| Година | Наслов              | Улога         |
| ------ | ------------------- | ------------- |
| 2003.  | Remake              | Тарик Карага  |
| 2006.  | Грбавица            | Професор Муха |
| 2012.  | У земљи крви и меда | Мехмет        |
| 2015.  | Острво љубави       | Гребо         |
| 2017.  | Зрно                | Кемил Акман   |
| 2017.  | Мушкарци не плачу   | Ахмед         |
| 2020.  | Кво Вадис, Аида?    | Градоначелник |
| 2021.  | Бела тврђава        | Чедо          |